# Calliope Beach
Der Calliope Beach (englisch; bulgarisch бряг Калиопа brjag Kaliopa) ist ein 2,9 km langer Strand im Nordosten von Snow Island im Archipel der Südlichen Shetlandinseln. Er liegt östlich des Karposh Point und nördlich des Oeagrus Beach an der Nordseite des President Head.
Bulgarische Wissenschaftler benannten ihn 2020 nach der Muse Kalliope, Tochter des Zeus aus der griechischen Mythologie.